# アブナー・グライフ
アヴナー・グライフ （Avner Greif, 1955年 - ）はアメリカの経済学者。ダグラス・ノースや青木昌彦らとともに比較歴史制度分析を行っている。

## 経歴
- 1981年、テルアビブ大学卒業
- 1985年、テルアビブ大学修士課程修了
- 1988年、ノースウェスタン大学修士課程修了
- 1989年、ノースウェスタン大学博士課程修了、Ph.D.
- 1989年、スタンフォード大学経済学部助教授
- 1994年、 スタンフォード大学経済学部准教授
- 1999年、 スタンフォード大学経済学部教授

## 著作
- Institutions and the Path to the Modern Economy, (Cambridge University Press, 2006).

岡崎哲二・神取道宏監訳『比較歴史制度分析』（NTT出版、2009年）
文庫化：
1. 『比較歴史制度分析 上』筑摩書房〈ちくま学芸文庫〉、2021年2月。ISBN 978-4-480-51011-2。
2. 『比較歴史制度分析 下』筑摩書房〈ちくま学芸文庫〉、2021年2月。ISBN 978-4-480-51012-9。